# PZL P.11
PZL P.11 je bio poljski vojni zrakoplov, lovac, koji je prvi put poletio u kolovozu 1931. Izrada je bazirana na starijim inačicama PZL P.6 i PZL P.7 proizvođača PZL iz Varšave. U svoje vrijeme, P.11 je smatran najnaprednijim lovcem, koji je sjedinjavao sve tadašnje nove trendove i dizajnove u razvoju zrakoplova. Međutim, brzi razvoj zrakoplovne industrije, u kratkom vremenu ga je učinio zastarjelim, te nije mogao konkurirati Njemačkim lovcima tijekom napada na Poljsku.

## Dizaj i razvoj
Razvoj PZL P.11, započinje 1929, kada je Poljski dizajner Zygmunt Puławski izradio nacrte za zrakoplov jednokrilac koji je cijeli izgrađen od metala, za razliku od tadašnjih dvokrilaca. Prva oznaka novog zrakoplova, nosila je naziv P.1 a imala je jedno krilo postavljeno na "ramena" zrakoplova što je pilotu omogućavalo odličnu preglednost. Drugi prototip, označen P.6, je dovršen sljedeće godine.
Novi zrakoplov je izazvao veliku zainteresiranost svijeta, te je dizaj uskoro prozvan "Poljsko krilo". Najnovija inačica nosila je naziv PZL P.7, a izrađeno je 150 takvih zrakoplova za Poljsko ratno zrakoplovstvo.
Nakon dizajniranja P.7 i njegovog uspjeha, Puławski počinje izrađivati nove inačice s jačim motorima što je naposljetku dovelo do PZL P.11.
Prvi P.11I prototip poletio je u kolovozu 1931., nakon što je njegov dizajner Puławski poginuo u zrakoplovnoj nesreći. Nakon toga uslijedile su dvije, blago izmijenjene inačice P.11/II i P.11/III.
Prva ovakva inačica koju je naručilo Poljsko zrakoplovstvo nosila je naziv P.11a a proizvedena je u 50 komada. Pokretao ju je jedan Bristol Mercury IV S2 radijalni motor koji se proizvodio u Poljskoj pod licencijom. Posljednja inačica koja je izrađivana za Poljsku nosila je naziv P.11c, a imala je modificirani trup, spušteni motor što je omogućavalo pilotu bolju preglednost i izmijenjena krila. Proizvodnja je započela 1934. a ukupno je izrađeno 175 zrakoplova.
Osim Poljske, za novi zrakoplov se zaintersirala i Rumunjska, te je 1932. izrađeno i isporučeno 50 zrakoplova, oznake P.11b. Bugarska, Turska i Grčka su se zanimale za P.11 ali su nakraju kupile P.24. Kad je ušao u službu, 1934., P.11 je bio jedan od najnaprednijih zrakoplova, ali već do 1939. i početka Drugog svjetskog rata, P.11 je bio potpuno zastario i nije se mogao nositi s puno naprednijim Njemačkim i Ruskim zrakoplovima. Na Poljsku nesreću, P.11 im je bio jedini lovac i imali su "samo" 185 primjeraka, što se nije moglo usporediti s Ruskim tisućama i Njemačkim koji su svakodnevno izlazili s pokretne trake.
Svoje nade Poljsko zapovijedništvo je polagalo u novi PZL.50, ali je proizvodnja stalno kasnila, te je odlučeno da će sadašnji P.11 biti nadograđeni s novim motorima i zatvorenim kokpitom. Na kraju, izrađen je samo jedan takav prototip s oznakom P.11g čija je maksimalna brzina bila 390 km/h, što je još uvijek bilo presporo da se nosi s drugim lovcima.

## Povijest korištenja
1. rujna 1939. sve aktivne borbene jedinice su razmještene na zapuštenim aerodromima kako bi izbjegle uništenje. Tijekom zračnih borbi, Poljski P.11 se nije mogao nositi s Njemačkim Messerschmittom Bf 109 i Bf 110 jer su bili brži i bolje naoružani. Da bi situacija bila teža, i Njemački bombarderi su bili brži od poljskih lovaca. Prednost PZL P.11 pred Njemačkim lovcima je bila njegova mogućnost manevriranje, polijetanja s kratkih i nepripremljenih staza te njegova robustnost. Na kraju kampanje na Poljsku, P.11 je oborio popriličan broj Njemačkih letjelica, ali je također pretrpio teške gubitke.
1. rujna 1939. pilot Mieczysław Medwecki je postao prvi pilot koji je oboren u Drugom svjetskom ratu, a oborila ga je Njemačka Ju 87 Štuka, ali nekoliko minuta nakon toga pilot Wladyslaw Gnys je oborio Njemački Dornier Do 17.
Najveća zračna bitka se odigrala u okolici grada Nieporęt, kada je 20 P.11 i 10 P.7 lovaca presrelo formaciju od 70 Heinkel He 111 i Dorniera Do 17, naposljetku bili su prisljeni odustati od misije bombardiranja Varšave.

## Korisnici
- Bugarska
- Latvija
- Poljska
- Rumunjska
- SSSR

## Tehničke karakteristike
Osnovne karakteristike
- posada: 1
- dužina: 7,55 m
- raspon krila: 10,72 m
- površina krila: 17,9 m2
- visina: 2,85 m

Letne karakteristike
- najveća brzina: 375 km/h
- dolet: 550 km
- motor: Jedan klipni (radijalni) motor od 470 kW

## Vanjske povezice
aircraftwalkaround